# Darázspók
A darázspók (Argiope bruennichi) a pókok (Araneae) rendjébe és a keresztespókfélék (Araneidae) családjába tartozó, Magyarországon őshonos faj.

## Előfordulása
Főleg a nedves élőhelyeket, gyepeket, magas sásosokat, lápréteket, és a nádast kedveli, de napsütötte füves élőhelyeken mindenütt általánosan elterjedt. Gyakran jelenik meg kertekben, mezőgazdasági területeken is.

## Megjelenése
A hím 4-5 mm, a nőstény 14-17 mm nagyságú. A nőstény potroha jellegzetesen harántcsíkolt, darazsak mintájára emlékeztet. A hím potroha világos, mintázat alig ismerhető fel rajta. 
A fejtort mindkét ivarnál világos, felszínre simuló szőrzet fedi.
Képes bizonyos fokú színváltásra, ha a pók hálójába repül valami akkor a potrohon lévő sárga csíkok kifehérednek és a pók fekete fehér lesz.

## Életmódja
Hálója sűrű szövésű, a középső régiójában, függőleges irányú, majdnem egész szélességére kiterjedő jellegzetes Y vagy X alakú fehér beszövés, úgynevezett vezérfonál (stabilimentum) figyelhető meg. Korábban azt hitték, hogy a háló megerősítésére szolgál, vagy a hímek csalogatására, de megvizsgálva a kutatók rájöttek, hogy anyaga is kissé más a kerek hálóhoz képest, valamint a háló többi részével ellentétben, mely csak részben, ez a rész visszaveri a napfényt, és annak ultraibolya tartományát is, így szinte láthatatlan a gyanútlan rovarok számára.  
A fejjel lefelé csüngő pók rendszerint a pókháló „vezérfonalánál” vagy a háló közepén leselkedik.
A pók ahogy nő, úgy készíti egyre nagyobbra és erősebbre a hálóját, így képes lesz egyre nagyobb rovar zsákmányolására.
Áldozatait gyorsan körbefonja, nehogy ki tudjanak szabadulni hálójából.

## Tápláléka
Legyek, méhek, darazsak, bogarak, szöcskék.

## Szaporodás
A darázspókoknál gyakran előfordul a szexuális kannibalizmus. A nagytermetű nőstények minden esetben felfalják a náluk jóval kisebb termetű hímet, ha a párzás 10 másodpercnél tovább tart. Ha ennél rövidebb ideig, akkor általában el tud még menekülni. A hím a párzás után nemi szervét a nőstény ivarnyílásában hagyja, ezzel biztosítva, hogy a nőstény ne tudjon mással is párosodni. Két párzásra alkalmas szervük van, ezért kétszer párosodhatnak életükben. 
Ősszel, peterakás után a nőstény is elpusztul.

## Képgaléria

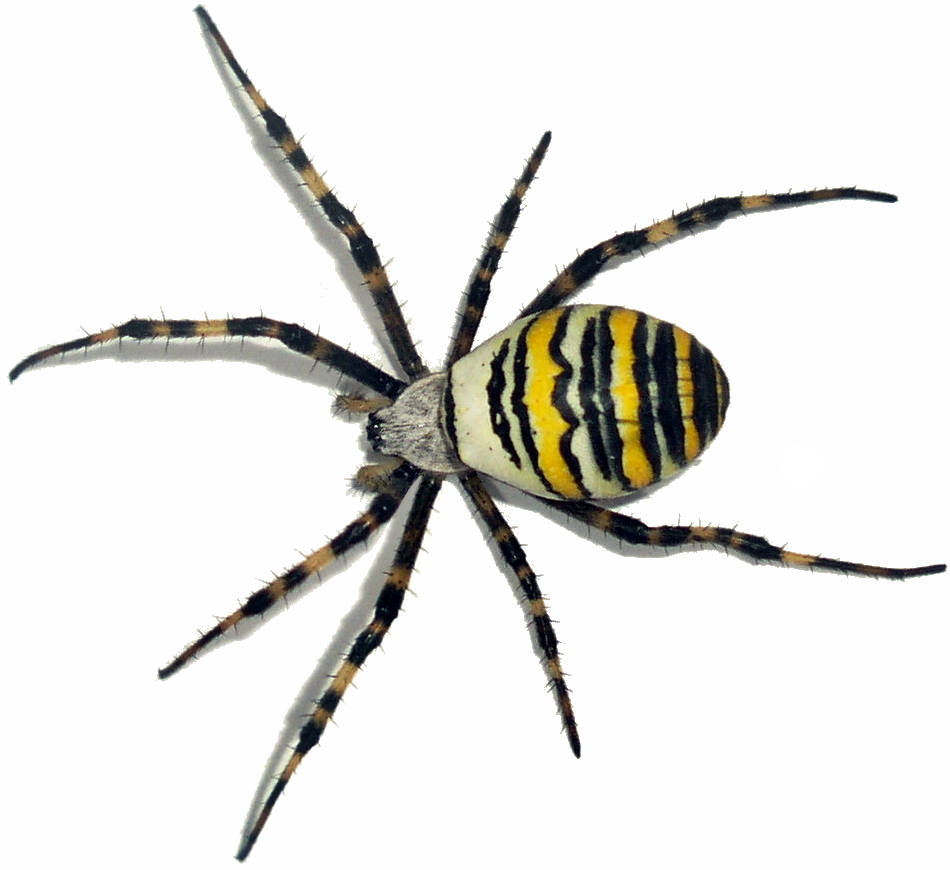
Kifejlett példány
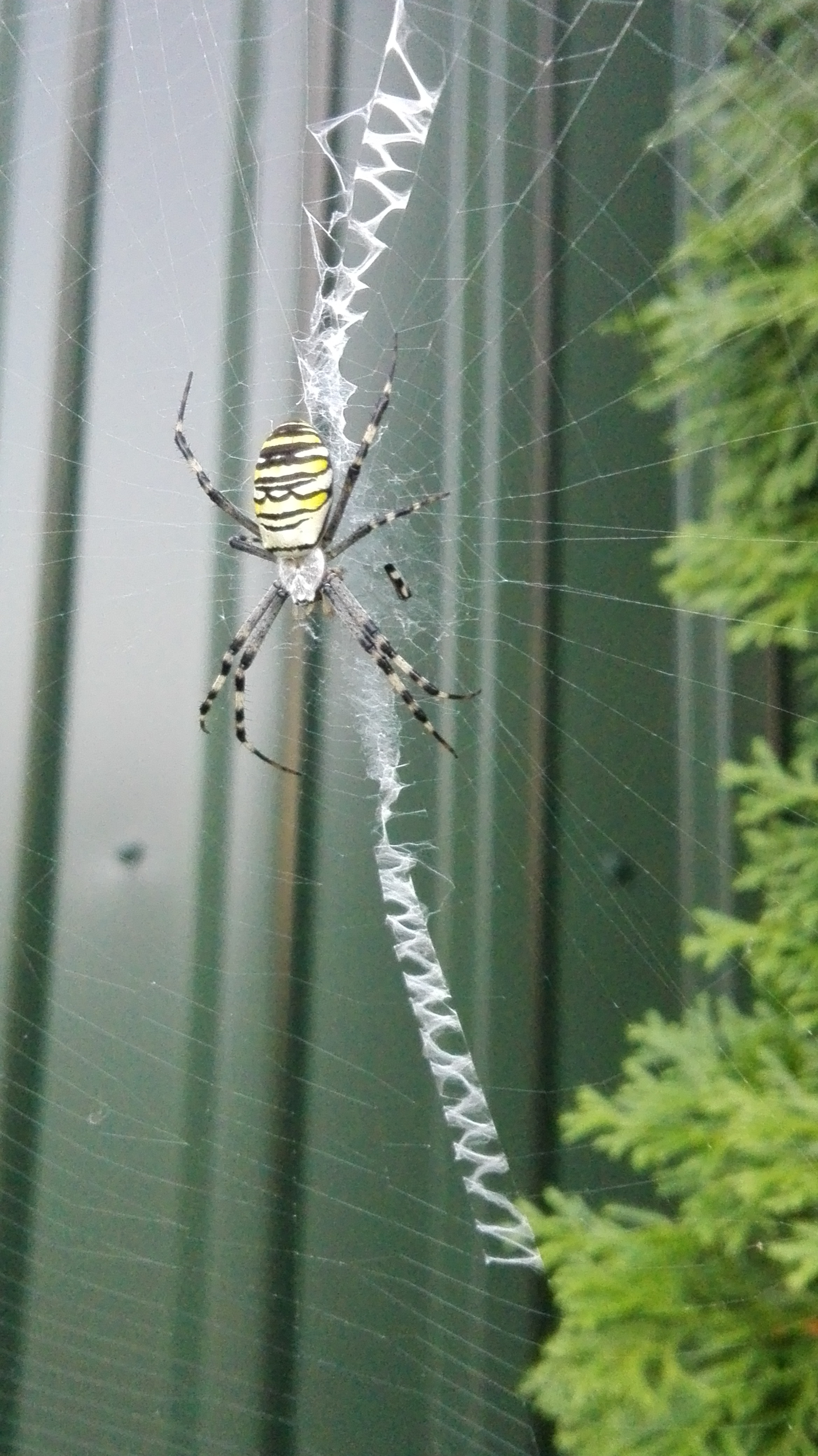
Különlegesen szőtt hálójában
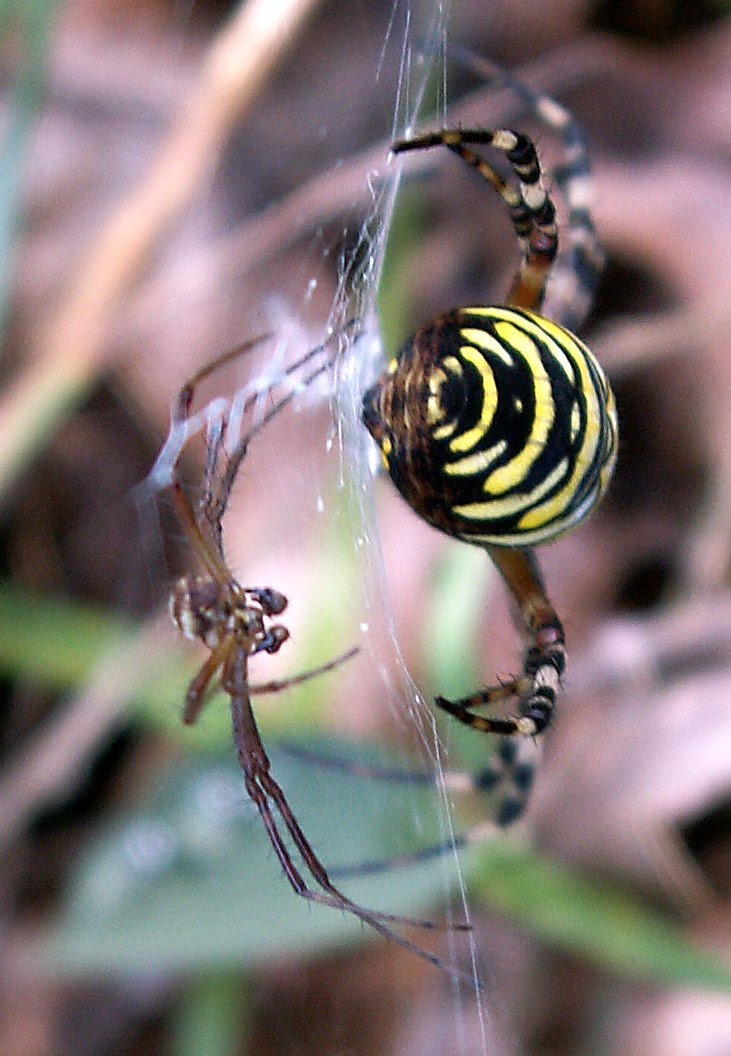
Párzás előtt. A nőstény és a jóval kisebb termetű hím
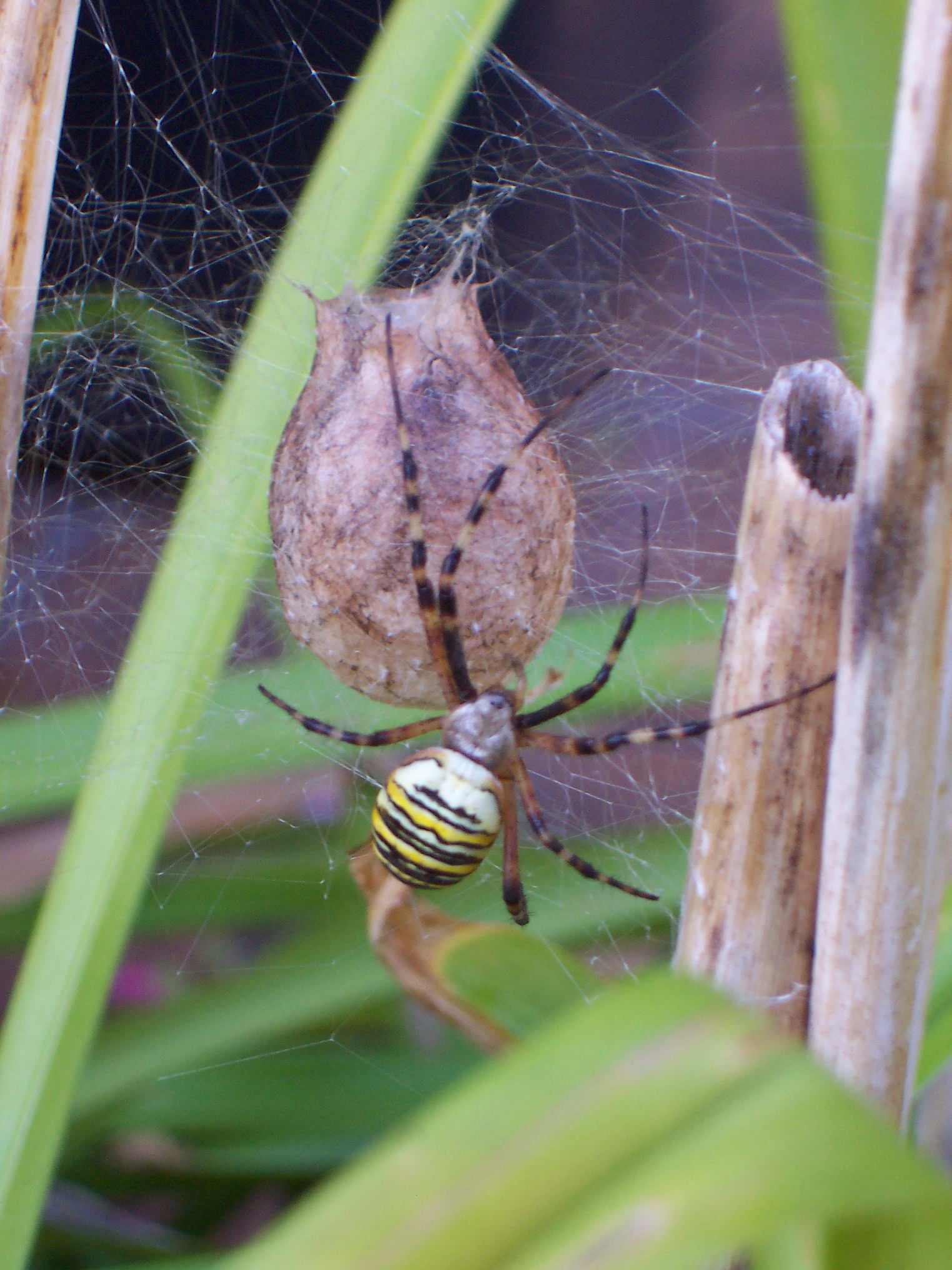
A nőstény, petéit tartalmazó kokonjával